# 譚鑫振
谭鑫振（1843年—1882年），字丽生，湖南衡山县（今衡阳石湾镇泉水）人。清朝翰林。

## 生平
谭鑫振自幼聪慧，同治九年中举人，署岳州训导，甚得湖南巡抚王文韶器重。光绪六年（1880年）中式一甲第三名进士（探花），授官任翰林院编修。工书法。